# 安定道
安定道，唐代军事区划名称，位于泾州。

## 沿革
安定道自武德元年起为唐朝军事部署区域之一，由行军总管总领，本为安定郡治下，同年安定郡被改名为泾州。至德元年改名为保定郡。广德二年被吐蕃所占，直到大历三年重新纳入唐朝掌握。

### 书目
- 旧唐书
- 新唐书
- 元和郡县图志

### 引用
1. ↑  《旧唐书》列传第十九：“复为安定道行军总管率兵以拒薛举”
2. ↑  《元和郡县图志》卷三：“武德元年太宗西讨会举死因平举子仁杲遂改安定郡为泾州”
3. ↑  《新唐书》志第二十七：“泾州保定郡上本安定郡至德元载更名土贡龙须席户三万一千三百六十五口十八万六千八百四十九县五有府六曰泾阳四门兴教纯德肃清仁贤保定上本安定至德元载更名广德元年没吐蕃大历三年复置”
《旧唐书》志第十八：“泾州上隋安定郡武德元年讨平薛仁杲改名泾州天宝元年复为安定郡乾元元年复为泾州旧领县五户八千七百七十三口三万五千九百二十一天宝户三万一千三百六十五口十八万六千八百四十九在京师西北四百九十三里至东都一千三百八十七里”